# Wolfurt
Wolfurt est une commune autrichienne située dans le Vorarlberg, à proximité du lac de Constance et sur la rive gauche du Bregenzer Ach.